# 川貴總督
川貴總督，為明朝萬曆、天啓年間分別設立的臨時總督職位。

## 第一次設置
第一次為明朝萬曆二十年，为镇压播州土官楊應龍叛亂而設置。轄區約為貴州北部、四川南部相接處。首任總督為李化龍。
- 萬曆二十七年，增轄區湖廣等地。
- 萬曆三十四年二月后，罷免該總督。

## 第二次設置
為鎮壓四川永寧土官奢崇明起事而設立，天啓元年設立，轄區四川、湖廣、雲南、貴州等地。
- 天啓二年，分為貴州總督、四川總督兩職位。
  - 四川總督，轄四川及湖廣的荊州府、岳州府、鄖陽府、襄陽府、陝西的漢中府。
  - 貴州總督，轄貴州、雲南，及湖廣的辰州府、常州府、衡州府、永州府、武昌府、漢陽府、黃州府、承天府、德安府、長沙府、寶慶府等。
- 天啓五年，貴州總督歸入四川總督，遂恢復原川貴總督建制，此後常設不罷。轄區包括四川、貴州、雲南、廣西、湖廣、以及陝西部份[1]。
- 天啓六年，去除陝西轄區，該區歸為陝甘總督管轄。